# Santé
Santé is het eerste nummer (en single) van het derde studioalbum van de Belgische singer-songwriter Stromae. Het nummer kwam binnen op plaats 15 in de wereldwijde iTunes-hitlijst.
Het nummer gaat over diversiteit. Over toosten op hen die zelf niet kunnen toosten, bijvoorbeeld mensen die geen leuk werk uitvoeren en daardoor niet opgemerkt worden. De videoclip van het nummer verscheen op dezelfde dag als de single.

## Hitlijsten

### Ultratop 50 Vlaanderen
| Positie: | 2 | 9 | 12 | 7 | 13 | 11 | 9 | 14 | 16 | 20 | 24 | 8 | 22 | 27 | 28 | uit | 31 |

### NederlandseSingle Top 100
| Positie: | 27 | 42 | 42 | 44 | 54 | 72 | 88 | uit |